# Kazushi Sakuraba
Kazushi Sakuraba (Katagami, 14 luglio 1969) è un artista marziale misto, wrestler e grappler giapponese.
Nelle MMA combatte nella categoria dei pesi welter e ha lottato nelle promozioni UFC, Pride, Dream, K-1 e Hero's. Come wrestler professionista è tuttora attivo nella federazione New Japan Pro-Wrestling e ha combattuto anche nella UWF International e nella Kingdom Pro Wrestling, vincendo nel 1997 il torneo Million Yen 2 contro Kenichi Yamamoto.
Sakuraba è noto con il soprannome di The Gracie Hunter (Il Cacciatore dei Gracie) per aver sconfitto ben quattro elementi della famiglia Gracie, fondatori del jiu jitsu brasiliano: in particolare viene ricordato l'incontro con Royce Gracie nella Pride, durato ben novanta minuti.
Pur non avendo mai detenuto una cintura di categoria, Sakuraba vinse il torneo UFC Japan nel 1997 e in carriera ha sconfitto ben sette tra passati e futuri campioni di cinture o tornei UFC quali Carlos Newton, Vítor Belfort, Guy Mezger, Royce Gracie, Quinton Jackson, Kevin Randleman e Ken Shamrock; i suoi meriti come lottatore vennero ulteriormente amplificati dal fatto che sconfisse parecchi avversari di livello in incontri openweight nei quali Sakuraba arrivava a pesare anche venti-trenta chili in meno dell'avversario.
Viene ricordato anche per aver dato dimostrazione di come un wrestler puro possa avere successo sul jiu jitsu brasiliano, tecnica al tempo considerata il punto debole per eccellenza dei lottatori, grazie alla sua vittoria in UFC contro Marcus Silveira e alle quattro vittorie in poco più di un anno contro altrettanti membri della famiglia Gracie. 
Dal 2014 compete anche nell'organizzazione statunitense di grappling Metamoris.

## Carriera nel wrestling
Kazushi Sakuraba iniziò a praticare lotta libera all'età di quindici anni, dimostrando subito le sue enormi abilità ed arrivando secondo a livello nazionale nei tornei delle high school.
Successivamente passa all'università di Chuo, Tokyo, scuola nota per la sua squadra di lotta libera che in passato formò campioni olimpici come Shōzo Sasahara e Osamu Watanabe.
Vinse il torneo East Japan Freshman ed arrivò quarto al torneo All-Japan, riuscendo a sconfiggere la futura medaglia di bronzo olimpica Takuya Ota.
Ispirato dal mito fumettistico de L'Uomo Tigre, Sakuraba decise di divenire un wrestler professionista nel 1993, entrando nell'organizzazione UWF International e rifiutando la proposta della promozioni di arti marziali miste Pancrase; fu proprio dal catch wrestling che imparò durante i suoi anni come wrestler che mise le fondamenta per i suoi futuri successi nella Pride Fighting Championships impostati sulla lotta a terra.
Sul finire del 1996 la UFW International fallì a causa della forte concorrenza della più imponente New Japan Pro-Wrestling, e di conseguenza Sakuraba passò alla Kingdom Pro Wrestling.
Qui Sakuraba vinse il torneo Million Yen 2 e numerosi incontri, ma il dominio del jiu jitsu brasiliano della famiglia Gracie nel mondo e nei confronti della lotta libera stava insinuando dubbi agli spettatori giapponesi sull'effettivo livello di combattimento del wrestling.

## Carriera nelle arti marziali miste

### Ultimate Fighting Championship
Allo scopo di dimostrare il valore del wrestling giapponese nel mondo, Sakuraba ed altri suoi colleghi come Hiromitsu Kanehara e Yoji Anjo si iscrissero al torneo UFC Japan: Ultimate Japan del 1997, il primo evento UFC nel paese del sol levante.
Sakuraba in semifinale affrontò proprio un esperto di jiu jitsu brasiliano, Marcus Silveira: dopo una serie di colpi sferrati dal brasiliano Sakuraba cadde ma, ancora ben conscio, era pronto a rialzarsi subito per proseguire il combattimento, ma l'arbitro decise di sospendere l'incontro per KO, dando quindi la vittoria a Silveira; il pubblico inveì sul direttore di gara, il quale riguardando le registrazioni ammise l'errore di valutazione e cambiò il risultato in un No Contest.
Il fato volle che nell'altra semifinale Tank Abbott battesse Yoji Anjo ma, a causa di un infortunio, non poté prendere parte alla finale: di conseguenza il rematch tra Sakuraba e Silveira venne promosso come finale del torneo.
Sakuraba sottomise Silveira con un armbar e divenne quindi campione del torneo UFC Japan, esclamando ai microfoni: «Di fatto, il wrestling professionista è forte».

### Pride Fighting Championships
Nel 1998 entra nella prestigiosissima Pride, al tempo la lega più importante del mondo nelle arti marziali miste.
Il debutto è eccezionale e nei primi due incontri sconfigge per sottomissione il veterano del Pancrease Vernon White ed il futuro campione UFC dei pesi welter Carlos Newton.
Nel 1999 sconfigge ai punti anche Vítor Belfort, vincitore del torneo UFC 12 e futuro campione UFC dei pesi mediomassimi; lo stesso anno sottomette l'esperto di luta livre Ebenezer Fontes Braga e Royler Gracie, sua prima vittima dei membri della famiglia Gracie.
Si consacra ulteriormente nel mondo delle MMA nel 2000, quando prende parte al torneo Pride 2000 Openweight Grand Prix: qui al primo turno supera il vincitore del torneo dei pesi leggeri UFC 13 Guy Mezger per ritiro di quest'ultimo a causa di una disputa contrattuale sul numero di round, e nei quarti di finale avviene il drammatico incontro con Royce Gracie, terminato alla fine del sesto round, dopo 90 minuti di lotta, per stop medico, con la vittoria di Sakuraba.
Sakuraba venne fermato in semifinale da Ihor Vovčančyn, lottatore al tempo imbattuto da 36 incontri, e che infatti vanta una delle più lunghe strisce di imbattibilità della storia delle arti marziali miste.
Nel 2000 completa l'opera da "cacciatore di Gracie", sottomettendo Renzo Gracie e sconfiggendo ai punti Ryan Gracie.
Nel 2001 arriva la sua terza sconfitta in carriera, questa volta per mano della leggenda del Pride Wanderlei Silva che lo mette KO; lo stesso anno riesce però nell'impresa di sottomettere nel primo round Quinton Jackson, che in futuro diverrà campione UFC dei pesi mediomassimi.
Il 3 novembre 2001 affrontò nuovamente Wanderlei Silva, questa volta per la cintura di campione dei pesi medi: Silva s'impose ancora per stop medico al termine del primo round.
Negli anni a seguire Sakuraba venne sconfitto anche da Mirko Filipović ed una terza volta da Wanderlei Silva, questa volta nel primo turno del torneo Pride 2003 Middleweight Grand Prix.
Sconfisse con un armbar anche Kevin Randleman, già campione UFC dei pesi massimi, ed in un altro incontro perse ai punti contro Antônio Rogério Nogueira.
Prende parte al torneo Pride 2005 Middleweight Grand Prix, dove al primo turno mette KO il judoka Yoon Dong-Sik, ma ai quarti di finale si deve arrendere a Ricardo Arona.
Sempre nel 2005 riesce a mettere KO la leggenda Ken Shamrock, ex campione UFC dei pesi mediomassimi e campione Pancrase, nonché sottomette Ikuhisa "Minowaman" Minowa nel suo ultimo incontro per la Pride.

### Hero's
Nel 2006 Sakuraba passò ad un'altra organizzazione giapponese, ovvero la Hero's; Sakuraba si presenta con un record personale di 19–9–1.
Qui prende parte al torneo Hero's 2006 Light Heavyweight Grand Prix, dove passa i quarti di finale contro Kęstutis Smirnovas per sottomissione.
In semifinale avrebbe dovuto affrontare Yoshihiro Akiyama, ma a causa dei traumi riportati nel precedente incontro non poté proseguire il torneo ed affrontò il judoka a fine anno durante l'evento di K-1 "K-1 PREMIUM 2006 Dynamite!!": inizialmente fu una vittoria per KO tecnico di Akiyama, ma il risultato venne cambiato in un No Contest quando lo stesso Akiyama confessò di aver applicato degli unguenti sul proprio corpo allo scopo di rendere più difficili le prese dell'avversario.
Sakuraba proseguì con la Hero's fino al 2007, patendo una sconfitta per mano di Royce Gracie (unico incontro della sua carriera fuori dal Giappone, e al termine della sfida Gracie venne trovato positivo all'utilizzo di steroidi anabolizzanti) e vincendo contro la leggenda Masakatsu Funaki.

### Dream
Nel 2008 Sakuraba entrò nella Dream, la più prestigiosa organizzazione giapponese di arti marziali miste dopo il crollo della Pride.
Un Sakuraba ormai non più nei suoi anni migliori prende parte al torneo Dream Middleweight Grand Prix, dove nel primo turno supera Andrews Nakahara per sottomissione, ma nei quarti si dovrà arrendere al forte striker Melvin Manhoef per KO.
Prosegue la carriera con alti e bassi: nel 2010 perde per sottomissione contro Jason Miller e combatte per il titolo dei pesi welter contro Marius Žaromskis, perdendo nel primo round.
Dopo un ulteriore incontro perso contro Yan Cabral nel 2011 "Saku" non prese parte ad ulteriori match di MMA benché non si ritirò ufficialmente, e si focalizzò maggiormente sul puroresu tornando a competere nella New Japan Pro-Wrestling.
Nel 2014 partecipò all'evento Metamoris V dell'organizzazione statunitense di jiu jitsu brasiliano e grappling Metamoris, dove affrontò nuovamente Renzo Gracie.

## Risultati nelle arti marziali miste
| Risultato  | Record      | Avversario               | Metodo                               | Evento                                               | Data              | Round | Tempo | Città                    | Note                                                       |
| ---------- | ----------- | ------------------------ | ------------------------------------ | ---------------------------------------------------- | ----------------- | ----- | ----- | ------------------------ | ---------------------------------------------------------- |
| Sconfitta  | 26-17-1 (2) | Shinya Aoki              | KO tecnico (Stop dall'angolo)        | Rizin FF SARABA                                      | 29 dicembre 2015  | 1     | 5:56  | Saitama, Giappone        |                                                            |
| Sconfitta  | 26–16-1 (2) | Yan Cabral               | Sottomissione (triangolo di braccio) | Dream 17                                             | 24 settembre 2011 | 2     | 2:42  | Saitama, Giappone        |                                                            |
| Sconfitta  | 26–15-1 (2) | Marius Žaromskis         | KO Tecnico (stop medico)             | Dynamite!! 2010                                      | 31 dicembre 2010  | 1     | 2:16  | Saitama, Giappone        | Per il titolo dei Pesi Welter Dream                        |
| Sconfitta  | 26–14-1 (2) | Jason Miller             | Sottomissione (triangolo di braccio) | Dream 16                                             | 25 settembre 2010 | 1     | 2:09  | Nagoya, Giappone         |                                                            |
| Sconfitta  | 26–13-1 (2) | Ralek Gracie             | Decisione (unanime)                  | Dream 14                                             | 29 maggio 2010    | 3     | 5:00  | Saitama, Giappone        |                                                            |
| Vittoria   | 26–12-1 (2) | Zelg Galešić             | Sottomissione (kneebar)              | Dream 12                                             | 25 ottobre 2009   | 1     | 1:40  | Osaka, Giappone          |                                                            |
| Vittoria   | 25–12-1 (2) | Rubin Williams           | Sottomissione (kimura)               | Dream 11: Feather Weight Grand Prix 2009 Final Round | 6 ottobre 2009    | 1     | 2:53  | Yokohama, Giappone       |                                                            |
| Sconfitta  | 24–12-1 (2) | Kiyoshi Tamura           | Decisione (unanime)                  | Dynamite!! 2008                                      | 31 dicembre 2008  | 2     | 5:00  | Saitama, Giappone        |                                                            |
| Sconfitta  | 24–11-1 (2) | Melvin Manhoef           | KO Tecnico (pugni)                   | Dream.4 Middle Weight Grandprix 2008 2nd Round       | 15 giugno 2008    | 1     | 1:30  | Yokohama, Giappone       | Dream 2008 Middleweight Grand Prix, Quarti di finale       |
| Vittoria   | 24–10-1 (2) | Andrews Nakahara         | Sottomissione (neck crank)           | Dream.2 Middle Weight Grandprix 2008 1st Round       | 29 aprile 2008    | 1     | 8:20  | Saitama, Giappone        | Dream 2008 Middleweight Grand Prix, Primo turno            |
| Vittoria   | 23–10-1 (2) | Masakatsu Funaki         | Sottomissione (kimura)               | K-1 PREMIUM 2007 Dynamite!!                          | 31 dicembre 2007  | 1     | 6:25  | Osaka, Giappone          |                                                            |
| Vittoria   | 22–10-1 (2) | Katsuyori Shibata        | Sottomissione (armbar)               | Hero's 10                                            | 17 settembre 2007 | 1     | 6:20  | Yokohama, Giappone       |                                                            |
| Sconfitta  | 21–10-1 (2) | Royce Gracie             | Decisione (unanime)                  | Dynamite!! USA                                       | 2 giugno 2007     | 3     | 5:00  | Los Angeles, Stati Uniti |                                                            |
| Vittoria   | 21–9-1 (2)  | Yurij Kiseliov           | Sottomissione (armbar triangolare)   | Hero's 8                                             | 12 marzo 2007     | 1     | 1:26  | Nagoya, Giappone         |                                                            |
| No Contest | 20–9-1 (2)  | Yoshihiro Akiyama        | No Contest (utilizzo di unguento)    | K-1 PREMIUM 2006 Dynamite!!                          | 31 dicembre 2006  | 1     | 5:37  | Osaka, Giappone          |                                                            |
| Vittoria   | 20–9-1 (1)  | Kęstutis Smirnovas       | Sottomissione (armbar)               | Hero's 6                                             | 5 agosto 2006     | 1     | 6:41  | Tokyo, Giappone          | Hero's 2006 Light Heavyweight Grand Prix, Quarti di finale |
| Vittoria   | 19–9-1 (1)  | Ikuhisa Minowa           | Sottomissione (kimura)               | Pride Shockwave 2005                                 | 31 dicembre 2005  | 1     | 9:59  | Saitama, Giappone        |                                                            |
| Vittoria   | 18–9-1 (1)  | Ken Shamrock             | KO Tecnico (pugno)                   | Pride 30: Starting Over                              | 23 ottobre 2005   | 1     | 2:27  | Saitama, Giappone        |                                                            |
| Sconfitta  | 17–9-1 (1)  | Ricardo Arona            | KO Tecnico (stop dall'angolo)        | Pride Critical Countdown 2005                        | 26 giugno 2005    | 2     | 5:00  | Saitama, Giappone        | Pride 2005 Middleweight Grand Prix, Quarti di finale       |
| Vittoria   | 17–8-1 (1)  | Yoon Dong-Sik            | KO (pugni)                           | Pride Total Elimination 2005                         | 23 aprile 2005    | 1     | 0:38  | Osaka, Giappone          | Pride 2005 Middleweight Grand Prix, Primo turno            |
| Vittoria   | 16–8-1 (1)  | Nino Schembri            | Decisione (unanime)                  | Pride Critical Countdown 2004                        | 20 giugno 2004    | 3     | 5:00  | Saitama, Giappone        |                                                            |
| Sconfitta  | 15–8-1 (1)  | Antônio Rogério Nogueira | Decisione (unanime)                  | Pride Shockwave 2003                                 | 31 dicembre 2003  | 3     | 5:00  | Saitama, Giappone        |                                                            |
| Vittoria   | 15–7-1 (1)  | Kevin Randleman          | Sottomissione (armbar)               | Pride Final Conflict 2003                            | 9 novembre 2003   | 3     | 2:36  | Tokyo, Giappone          |                                                            |
| Sconfitta  | 14–7-1 (1)  | Wanderlei Silva          | KO (pugno)                           | Pride Total Elimination 2003                         | 10 agosto 2003    | 1     | 5:01  | Saitama, Giappone        | Pride 2003 Middleweight Grand Prix, Primo turno            |
| Sconfitta  | 14–6-1 (1)  | Nino Schembri            | KO Tecnico (ginocchiate)             | Pride 25: Body Blow                                  | 16 marzo 2003     | 1     | 6:15  | Yokohama, Giappone       |                                                            |
| Vittoria   | 14–5-1 (1)  | Gilles Arsene            | Sottomissione (armbar)               | Pride 23: Championship Chaos 2                       | 24 novembre 2002  | 3     | 2:08  | Tokyo, Giappone          |                                                            |
| Sconfitta  | 13–5-1 (1)  | Mirko Filipović          | KO Tecnico (ferita all'occhio)       | Pride Shockwave                                      | 28 agosto 2002    | 2     | 5:00  | Tokyo, Giappone          |                                                            |
| Sconfitta  | 13–4-1 (1)  | Wanderlei Silva          | KO Tecnico (stop medico)             | Pride 17: Championship Chaos                         | 3 novembre 2001   | 1     | 10:00 | Tokyo, Giappone          | Per il titolo dei Pesi Medi Pride                          |
| Vittoria   | 13–3-1 (1)  | Quinton Jackson          | Sottomissione (rear naked choke)     | Pride 15: Raging Rumble                              | 29 luglio 2001    | 1     | 5:41  | Saitama, Giappone        |                                                            |
| Sconfitta  | 12–3-1 (1)  | Wanderlei Silva          | KO Tecnico (colpi)                   | Pride 13: Collision Course                           | 25 marzo 2001     | 1     | 1:38  | Saitama, Giappone        |                                                            |
| Vittoria   | 12–2-1 (1)  | Ryan Gracie              | Decisione (unanime)                  | Pride 12: Cold Fury                                  | 9 dicembre 2000   | 1     | 10:00 | Saitama, Giappone        |                                                            |
| Vittoria   | 11–2-1 (1)  | Shannon Ritch            | Sottomissione (achilles lock)        | Pride 11: Battle of the Rising Sun                   | 31 ottobre 2000   | 1     | 1:08  | Osaka, Giappone          |                                                            |
| Vittoria   | 10–2-1 (1)  | Renzo Gracie             | Sottomissione (kimura)               | Pride 10: Return of the Warriors                     | 27 agosto 2000    | 2     | 9:43  | Tokorozawa, Giappone     |                                                            |
| Sconfitta  | 9–2-1 (1)   | Ihor Vovčančyn           | KO Tecnico (stop dall'angolo)        | Pride Grand Prix 2000 Finals                         | 1º maggio 2000    | 1     | 15:00 | Tokyo, Giappone          | Pride 2000 Openweight Grand Prix, Semifinale               |
| Vittoria   | 9–1-1 (1)   | Royce Gracie             | KO Tecnico (stop dall'angolo)        | Pride Grand Prix 2000 Finals                         | 1º maggio 2000    | 6     | 15:00 | Tokyo, Giappone          | Pride 2000 Openweight Grand Prix, Quarti di finale         |
| Vittoria   | 8–1-1 (1)   | Guy Mezger               | KO Tecnico (ritiro)                  | Pride Grand Prix 2000 Opening Round                  | 30 gennaio 2000   | 1     | 15:00 | Tokyo, Giappone          | Pride 2000 Openweight Grand Prix, Primo turno              |
| Vittoria   | 7–1-1 (1)   | Royler Gracie            | Sottomissione (kimura)               | Pride 8                                              | 21 novembre 1999  | 2     | 13:16 | Tokyo, Giappone          |                                                            |
| Vittoria   | 6–1-1 (1)   | Anthony Macias           | Sottomissione (armbar)               | Pride 7                                              | 12 settembre 1999 | 2     | 2:30  | Yokohama, Giappone       |                                                            |
| Vittoria   | 5–1-1 (1)   | Ebenezer Fontes Braga    | Sottomissione (armbar)               | Pride 6                                              | 4 luglio 1999     | 1     | 9:23  | Yokohama, Giappone       |                                                            |
| Vittoria   | 4–1-1 (1)   | Vítor Belfort            | Decisione (unanime)                  | Pride 5                                              | 29 aprile 1999    | 2     | 10:00 | Nagoya, Giappone         |                                                            |
| Parità     | 3–1-1 (1)   | Allan Goes               | Parità                               | Pride 4                                              | 11 ottobre 1998   | 3     | 10:00 | Tokyo, Giappone          |                                                            |
| Vittoria   | 3–1 (1)     | Carlos Newton            | Sottomissione (kneebar)              | Pride 3                                              | 24 giugno 1998    | 2     | 5:19  | Tokyo, Giappone          |                                                            |
| Vittoria   | 2–1 (1)     | Vernon White             | Sottomissione (armbar)               | Pride 2                                              | 15 marzo 1998     | 3     | 6:53  | Yokohama, Giappone       | Debutto in Pride                                           |
| Vittoria   | 1–1 (1)     | Marcus Silveira          | Sottomissione (armbar)               | UFC Japan: Ultimate Japan                            | 21 dicembre 1997  | 1     | 3:44  | Yokohama, Giappone       | Vince il torneo UFC Japan                                  |
| No Contest | 0–1 (1)     | Marcus Silveira          | No Contest (decisione errata)        | UFC Japan: Ultimate Japan                            | 21 dicembre 1997  | 1     | 1:51  | Yokohama, Giappone       | Torneo UFC Japan, Semifinale                               |
| Sconfitta  | 0–1         | Kimo Leopoldo            | Sottomissione (triangolo di braccio) | Shoot Boxing – S-Cup 1996                            | 14 luglio 1996    | 1     | 4:20  | Tokyo, Giappone          |                                                            |

## Risultati nel grappling
| Risultato  | Record    | Avversario      | Metodo                       | Evento                                      | Data             | Luogo                    |
| ---------- | --------- | --------------- | ---------------------------- | ------------------------------------------- | ---------------- | ------------------------ |
| Vittoria   | 1-1-6 (1) | Takanori Gomi   | Decisione (perso punti)      | Quintet Fight Night 4                       | 30 novembre 2019 | Tokyo, Giappone          |
| esibizione | 0-1-6 (1) | Wataru Miki     | esibizione                   | Quintet Fight Night 2                       | 3 febbraio 2019  | Tokyo, Giappone          |
| Sconfitta  | 0-1-6     | Richie Martinez | Sottomissione (soffocamento) | Quintet II                                  | 15 luglio 2018   | Tokyo, Giappone          |
| Pareggio   | 0-0-6     | Dan Strauss     | Pareggio                     | Quintet                                     | 11 aprile 2018   | Tokyo, Giappone          |
| Pareggio   | 0-0-5     | Shutaro Debana  | Pareggio                     | Quintet                                     | 11 aprile 2018   | Tokyo, Giappone          |
| Pareggio   | 0-0-4     | Frank Shamrock  | Pareggio                     | Rizin World Grand Prix Opening Round Part 2 | 15 ottobre 2017  | Yokohama, Giappone       |
| Pareggio   | 0-0-3     | Wanderlei Silva | Pareggio                     | Rizin FF 1                                  | 17 aprile 2016   | Nagoya, Giappone         |
| Pareggio   | 0-0-2     | Kiyoshi Tamura  | Pareggio                     | Rizin FF 1                                  | 2016             | Nagoya, Giappone         |
| Pareggio   | 0-0-1     | Renzo Gracie    | Pareggio                     | Metamoris V                                 | 2014             | Los Angeles, Stati Uniti |